# Alexander Schleicher ASK 21
Dimensions
L'Alexander Schleicher K 21 ou ASK 21 est un planeur biplace en matériaux composites doté d'une aile en position médiane et d'une gouverne de profondeur en T. Il a été conçu pour l'instruction mais est aussi adapté au vol sur campagne et à la voltige. C’est un planeur à la fois simple et polyvalent.

## Origine
L'ASK-21, une version moderne et bien meilleure en termes de performances comparée au populaire ASK 13, a été créé par Rudolf Kaiser en réponse à la demande de biplaces modernes pour la formation des pilotes. L'ASK-21 est le premier biplace construit entièrement en matériau composite produit par Alexander Schleicher. Le prototype a réalisé son premier vol en décembre 1978 et la production commença en 1979. Aujourd'hui, la production continue et plus de 750 unités ont déjà été construites. En décembre 2004 l'ASK-21 Mi, une version autonome pour le décollage, vola pour la première fois.

## Construction
Les deux sièges sont montés en tandem avec des doubles commandes, les pédales du palonnier ainsi que le dossier du siège étant ajustables. Le fuselage consiste en une structure tubulaire qui offre une grande résistance pour un poids minime. 
L'aile, en deux parties en position médiane, est montée en porte-à-faux et verrouillée par deux axes. Elle est équipée d'aérofrein de type Schempp-Hirth.
Les saumons d'aile sont courbés vers le bas, ce qui permet de décoller sans un aide en bout d'aile au début du roulage. Le stabilisateur est placé en T et la profondeur possède un compensateur à ressort, son raccordement est automatique.
Le train d'atterrissage est constitué de 2 ou 3 roues fixes. La roue principale, derrière le centre de gravité, est munie d'un frein hydraulique. 
La vérification de la pression du pneu nécessite d'enlever le carénage de roue ce qui est pénalisant pour une opération de routine. Aussi, beaucoup de clubs enlèvent de manière permanente ce carénage pour faciliter l'entretien régulier et pour réduire le risque de mise à feu par l'herbe emprisonnée qui peut entrer en contact avec le frein.

## Versions
- ASK 21 : Planeur biplace d'école, de voyage et d'entrainement à la voltige élémentaire.
  - Schleicher TG-9A : 5 ASK 21 achetés par l’USAF Academy (94th Flying Training Squadron), dotés d'un serial [86-1971/2 et 87-1973/5] et d'une immatriculation civile [N971AF à N975AF].
  - Schleicher Vanguard T. Mk 1 : 10 exemplaires achetés par la Royal Air Force et utilisés pour la formation des Cadets de l’Air.
- ASK 21 Mi : Version à décollage autonome qui a effectué son premier vol en décembre 2004. Développé par l'ingénieur Michael Greiner, le prototype a depuis reçu une roue avant orientable asservie à la commande de direction. Avec un moteur Austro Engine AE50R de 56 ch escamotable dans le dos du fuselage, la masse à vide atteint 495 kg et la masse en charge 700 kg. Le taux de montée varie de 2,9 (monoplace) à 2,7 m/s (biplace) et l'autonomie est d'environ 500 km en vol dauphin.

## Caractéristiques de Vol
Le profil épais de l'aile donne un bon comportement aux vitesses réduites (la vitesse de décrochage est approximativement de 65 km/h).
L'ASK-21 décroche de la manière la moins dangereuse : si la vitesse est progressivement réduite en vol horizontal, le planeur commence à vibrer, avertissant le pilote de la proximité du décrochage. Mais le nez du planeur ne s'effondre toujours pas, seul le variomètre indique un taux de chute important. Il suffit de ramener le manche au neutre pour reprendre une allure de vol normale. Il faut maintenir un cabré de 10 à 20 degrés pour obtenir une abatée de décrochage. C'est un parfait exemple de stabilité mécanique, où l'aéronef reprend une assiette normale par lui-même. Lors des décrochages, l'aile reste parfaitement contrôlable en roulis. 
C’est un « planeur école » très docile et simple dans son pilotage, souvent utilisé pour les premiers vols solos.
Il est difficile et technique d'amener le planeur en vrille dans des conditions normales (pour rappel, tous les aéronefs peuvent partir en vrille). Afin de faciliter une mise en vrille (ou autorotation), pour l'entraînement ou des démonstrations, un "spin kit" est vendu par le constructeur. Il consiste en des lests placés près de la queue qui déplacent le centre de gravité.
Utilisé comme monoplace, l'ASK-21 s'élève aussi bien dans les ascendances que le K 8.

## Sources
- Alexander Schleicher GmbH & Co
- Johnson R, A Flight Test Evaluation of the ASK 21, Soaring, July 1985
- Thomas F, Fundamentals of Sailplane Design, College Park Press, 1999
- Simons M, Segelflugzeuge 1965-2000, Eqip, 2004